# Eros humeralis
Eros humeralis là một loài bọ cánh cứng trong họ Lycidae. Loài này được Fabricius miêu tả khoa học năm 1801.